# 1332
- Wikisource

| Calendário gregoriano                                                        | 1332 MCCCXXXII                                       |
| Ab urbe condita                                                              | 2085                                                 |
| Calendário arménio                                                           | 781 – 782                                            |
| Calendário bahá'í                                                            | -512 – -511                                          |
| Calendário budista                                                           | 1876                                                 |
| Calendário chinês                                                            | 4028 – 4029 Início a 28 de janeiro (aproximadamente) |
| Calendário copta                                                             | 1048 – 1049                                          |
| Calendário etíope                                                            | 1324 – 1325                                          |
| Calendários hindus - Vikram Samvat - Calendário nacional indiano - Cáli Iuga | 1387 – 1388 1253 – 1254 4432 – 4433                  |
| Calendário Holoceno                                                          | 11332                                                |
| Calendário islâmico                                                          | 732 – 733                                            |
| Calendário judaico                                                           | 5092 – 5093                                          |
| Calendário persa                                                             | 710 – 711                                            |
| Calendário rúnico                                                            | 1582                                                 |
| Calendário solar tailandês                                                   | 1875                                                 |

1332 (MCCCXXXII, na numeração romana) foi um ano bissexto do século XIV do Calendário Juliano, da Era de Cristo, e as suas letras dominicais foram  E e D (53 semanas), teve início a uma quarta-feira e terminou a uma quinta-feira.
| Ano completo                           |
| -------------------------------------- |
| Ano bissexto com início à quarta-feira |

## Nascimentos
- 27 de maio — ibne Caldune,  polímata árabe tunisino  (m. 1406).
- 18 de junho — João V Paleólogo, imperador bizantino entre 1341 e 1391, com dois interregnos  (m. 1391).
- Outubro — Carlos II, o Mau, rei de Navarra e conde de Évreux  (m. 1387).
- Pedro López de Ayala, poeta, historiador e estadista do castelhano  (m. c. 1407).
- Maomé VI, décimo sultão do Reino Nacérida de Granada desde 1360  (m. 1362).

## Mortes
- 13 de fevereiro — Andrónico II Paleólogo, imperador bizantino entre 1282 e 1328  (n. 1259).
- 2 de agosto — Cristóvão II da Dinamarca, rei da Dinamarca de 1320 a 1332, com um interregno  (n. 1276).
- Teodoro Metoquita, estadista, escritor, filósofo e patrono das artes bizantino  (n. 1270).